# آیرین روییز
آیرین روییز (Ireane Ruíz؛ متولد ۲ آوریل ۱۹۷۳) یک تکواندوکار اسپانیایی است. او در لگرنیو، لاریوخا متولد شد. او در بازی‌های المپیک تابستانی ۲۰۰۰ در سیدنی رقابت کرد. وی در مسابقات قهرمانی تکواندو جهان ۱۹۹۵ در مانیل، در دسته میان‌وزن، برنده مدال طلا و در مسابقات قهرمانی تکواندو جهان ۱۹۹۷ در هنگ کنگ، صاحب مدال برنز شد.